# لقد سمعت هذه الأغنية من قبل
لقد سمعت هذه الأغنية من قبل هي عمل روائي للكاتبة الأمريكي ماري هيغينز كلارك.
لقد تمكنت من خلال الأصوات أن أدرك أن رجلاً وامرأة دخلا الكنيسة. وكان صدى همسهما الخشن والغاضب يرتد من الحجارة. كانا يتجادلان بشأن المال.كانت المرأة تطلب مالاً وكان الرجل يقول لها بأنه سبق أن أعطاها ما يكفي منه. ثم قالت: ((أقسم أن هذه ستكون المرة الأخيرة.)) فأجاب: ((لقد سمعت هذه الأغنية من قبل.))أنا متأكدة أن ذكرى تلك اللحظة كانت واضحة تماماً. وكان من بين الذكريات التي شاركتني بها جدتي أن والدتي أخذت دور البطولة في مسرحية المدرسة الثانوية وغنت أغنية ((لقد سمعت هذه الأغنية من قبل)). بعد تعليق الرجل، لم أتمكن من سماع بقية ما قالوه إلا عندما همست السيدة: ((لا تنسَ)) وهي تغادر الكنيسة. من كان ذلك الشخصان؟ لم أعرف. والآن بعد اثنين وعشرين عاماً، من المهم أن أكتشف ذلك. الشيء الوحيد الذي علمته بلا ريب من كل ذلك الكم من الأحداث، أنه كان هناك عدد من الزوار باتوا ليلتهم في القصر، بالإضافة إلى خمسة أشخاص للمساعدة في المنزل، ومتعهد الولائم المحلي وطاقمه. ولكن تلك المعلومة لم تكن كافية لتصون حياة زوجي، فيما لو كانت حقاً تستحق أن تصان.

## نبذة عن الكاتبة
روائية أمريكية ولدت في 24 ديسمبر العام 1927. تكتب هيجنز الروايات التشويقية. ولقد احتلت جميع كتبها، والبالغة 51 كتابا، قوائم الأكثر مبيعا في كل من الولايات المتحدة ومختلف الدول الأوروبية.

## وصلات خارجية
- صفحة رواية لقد سمعت هذه الأغنية من قبل على موقع جود ريدز